# Matthieu Hartley
Pour les articles homonymes, voir Hartley.
Matthieu Hartley est un musicien britannique (né le 4 février 1960 à Smallfield, Angleterre). Il est connu pour avoir été membre de The Cure d'octobre 1979 à septembre 1980, où il jouait du synthétiseur, notamment sur l'album Seventeen Seconds. Il avait intégré The Cure en même temps que Simon Gallup, tous deux ayant appartenu auparavant aux groupes Lockjaw et The Magazine Spies.
Il a également joué aux côtés de Simon Gallup dans le groupe Fools Dance en 1983.
Matthieu Hartley est actuellement membre de Icicle Thieves, groupe qu'il a formé avec la chanteuse Li Mills.